# Вељки Дјур
Вељки Дјур (слч. Veľký Ďur) насељено је мјесто са административним статусом сеоске општине (слч. obec) у округу Љевице, у Њитранском крају, Словачка Република.

## Становништво
| Година:    | 1994. | 2004.   | 2014.   | 2024.   |
| ---------- | ----- | ------- | ------- | ------- |
| Број људи: | 1323  | 1315    | 1281    | 1308    |
| Разлика:   |       | -0,60 % | -2,58 % | +2,10 % |

| Година:    | 2023. | 2024.   |
| ---------- | ----- | ------- |
| Број људи: | 1332  | 1308    |
| Разлика:   |       | -1,80 % |

Према подацима о броју становника из 2011. године насеље је имало 1.239 становника.